# Remera de press de banca

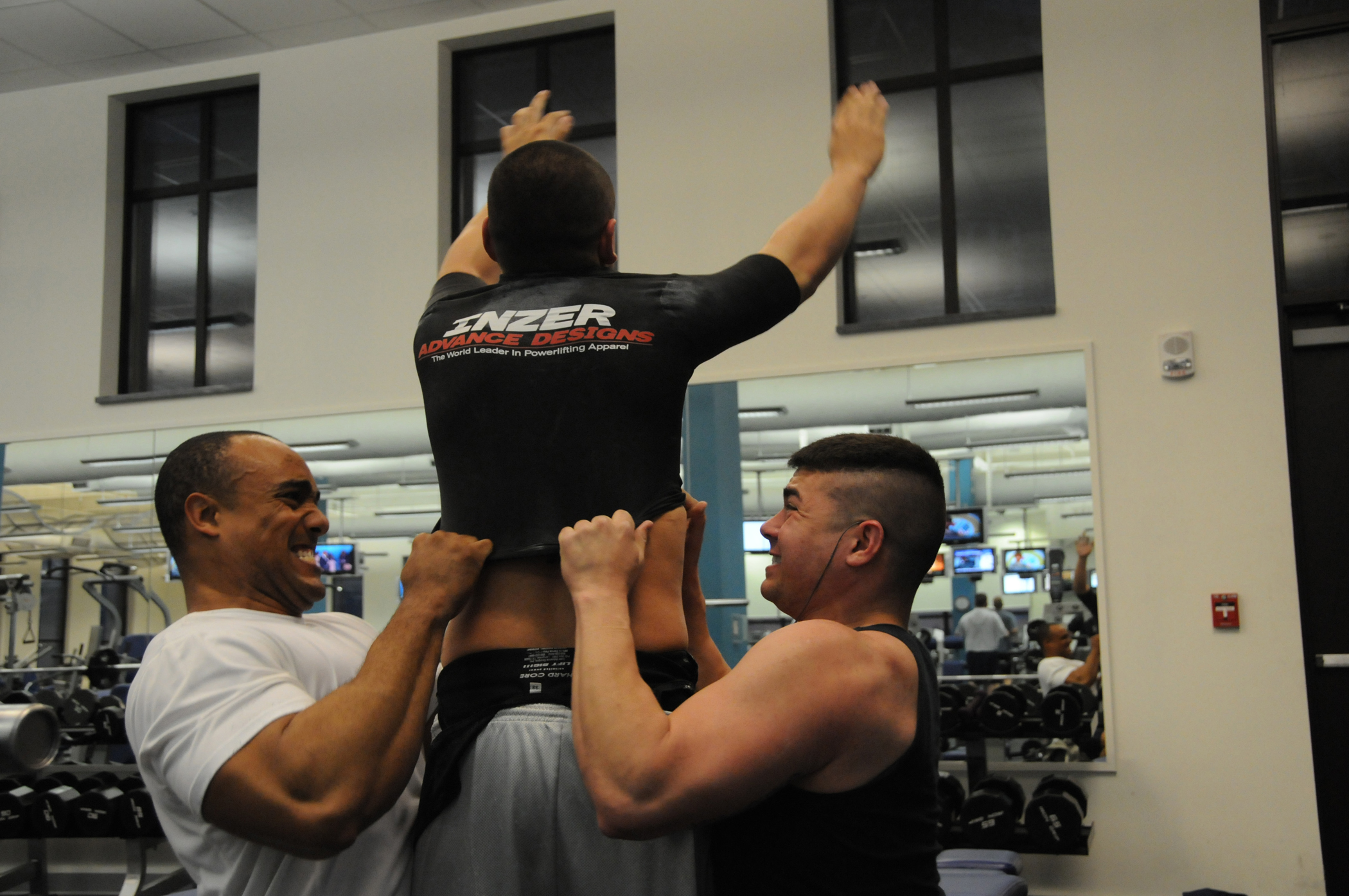
Potencistas ayudando a un tercero a colocarse una remera de press de banca.

La remera de press de banca o remera de fuerza es una remera especial que mejora el rendimiento y previene lesiones en la realización del press de banca durante las competiciones de potencia. Está hecha de poliéster, denim o lienzo.
Desde que esta remera fue creada por John Inzer en 1983, los récords mundiales de press de banca se han elevado de una manera increíble, ya que actualmente el levantamiento no depende sólo de la fuerza del levantador, sino también de la calidad de la remera y lo acostumbrado que esté el cuerpo del levantador: Julius Maddox tiene el récord de press de banca sin equipamiento con 355 kg, pero el récord con remera puesta es de 612.5 kg, logrado por Jimmy Kolb en 2022.